# 飞利浦唱片
飛利浦唱片（英語：Philips Records），是環球唱片旗下的唱片公司。1950年，作为荷蘭飛利浦的子公司飞利浦唱片工业集团（Philips Phonografische Industrie N.V.，PPI）成立。
1962 年，飞利浦唱片与德国西门子旗下的德意志留声机合并为名为留声机－飞利浦音乐集团（Grammophon-Philips Group，GPG）的合资企业；1972年重组业务并更名为宝丽金集团（PolyGram）。
1998年，飞利浦集团决定退出音乐产业领域，将宝丽金出售给加拿大Seagram集团的子公司环球音乐集团。1999年，飞利浦唱片的古典音樂部門納入迪卡唱片之下，并从2010年起，不再使用“飞利浦”的名称发行唱片。
飞利浦唱片有着大量古典音乐录音。合作过的乐队包括皇家音乐厅管弦乐团、伦敦交响乐团、圣马丁室内乐团、意大利音乐家合奏团、美艺三重奏和意大利四重奏团；小提琴家亚瑟·格鲁米奥、亨利克·谢林、萨尔瓦托雷·阿卡多、維多利亞·穆洛娃，钢琴家克劳迪奥·阿劳、阿尔弗雷德·布伦德尔、内田光子、科奇什·佐尔坦也与飞利浦签订过合同；曾经签约的指挥有科林·戴维斯、伯纳德·海廷克、内维尔·马里纳、小泽征尔、库尔特·马苏尔等。

## 外部連結
- 飛利浦唱片